# Heroes Reborn
Heroes Reborn fue un proyecto de Marvel Comics por el cual se intentó relanzar las colecciones de Los 4 Fantásticos, Los Vengadores, Iron Man y Capitán América. El proyecto retiraba a los personajes del Universo Marvel y los introducía en cambio en un nuevo universo de ficción en donde comenzarían sus historias desde el principio. El proyecto estuvo a cargo principalmente de Jim Lee y Rob Liefeld, por entonces en Image, pero las ventas no fueron las esperadas y se devolvió a los personajes al Universo Marvel habitual luego de un año.  
Rob Liefeld quiso que la colección de Hulk también formara parte del proyecto, pero la firme oposición de Peter David, guionista del título en aquel entonces, lo impidió.

## Onslaught
El inicio de "Heroes Reborn" está en el final de la "Saga de Onslaught", un crossover que afectó a todas las colecciones del Universo Marvel. En la batalla final con dicha criatura la misma se transformó en energía pura, y para poder destruirlo una gran cantidad de héroes no mutantes presentes se introdujo a la energía para absorberla en sus cuerpos, y poder ser así destruidos por los mutantes. Los mutantes no podían hacerlo, ya que si la energía de Onslaught entraba a un cuerpo mutante su poder aumentaría nuevamente. 
En dicha batalla se consideró que los héroes no mutantes que participaron habían muerto. 

## Los 4 Fantásticos
Los acontecimientos que desembocarían en la creación de los 4 Fantásticos comienzan con Reed Richards, un científico que forma parte de un proyecto que estudia una anomalía estelar. Richards está comprometido con la magnate Susan Storm, y también están Ben Grimm, su mejor amigo, y Johnny Storm, el hermano de Sue. 
El proyecto que investiga la anomalía es tomado a la fuerza por el agente Wyatt Wingfoot de S.H.I.E.L.D., que incluso mata a uno de los científicos involucrados, y encarcela a Richards y a Grimm. Su propósito es destruir la anomalía en lugar de estudiarla, pero en realidad son agentes dobles trabajando para el Doctor Doom. 
El proyecto requiere que Sue y Johnny coloquen sus manos en un dispositivo de seguridad, pero antes de hacerlo logran superar a los guardias y liberan a Reed y Ben. El cohete del proyecto despega, pero los 4 se infiltran en un segundo cohete de menor categoría para ir al espacio también. Pero una vez allí, una gran energía se desprende de un objeto que surge de la anomalía, y aunque los escudos del cohete principal protegen a sus ocupantes, el segundo queda expuesto, y finalmente cae en una isla abandonada.
Luego del aterrizaje forzozo descubren que tienen nuevos poderes y habilidades: Johnny Storm puede arder en llamas y volar, Richards puede estirar su cuerpo, Sue puede volverse invisible, y Ben quedó transformado en un monstruo rocoso de gran fuerza. Lo primero que hacen es enfrentarse al Hombre Topo, recuperando el motor cuántico de la nave que había robado para impedir que explote. Al salir son capturados por S.H.I.E.L.D., y descubren que Wingfoot no actuaba bajo sus órdenes. Ven también que Namor usa sus ejércitos atlantes para atacar Nueva York, y son enviados a detenerlo. Durante la pelea Ben conoce a la escultora Alicia Masters.
Posteriormente Reed y Sue viajan a Wakanda, en donde cayó la anomalía, dejando en casa a sus dos compañeros. En Wakanda la Pantera Negra se une a su investigación, y aunque descubren a Wingfoot robando la anomalía, ellos también son capturados y llevados con el Doctor Doom. En el edificio Baxter aparece el verdadero Wyatt Wingfoot, para advertir sobre la trampa del Dr. Doom, aunque ya es tarde, los miembros restantes y viajan a Latveria a liberarlos. En Latveria el Dr. Doom revela la anomalía: un alienígena humanoide plateado (el Silver Surfer) de poder inconmensurable. Doom obliga a Richards a trabajar en una forma para extraerle su poder y tomarlo él, pero cuando los 4 Fantásticos atacan, el falso Wingfoot se apropia de la máquina y la usa para transferirse el poder del Surfer a sí mismo, revelando luego ser un Skrull, otro alienígena, que culpa a Silver Surfer y a su amo Galactus de la destrucción del Mundo Trono Skrull. Incapaces de derrotarlo en una confrontación directa, Dr. Doom y Richards consiguen retirarle su poder y transmitirlo de regreso a su portador original.
En una fiesta en un museo se revela una misteriosa tabla escrita por una cultura desconocida, encontrada en el Himalaya, la cual es robada por una ladrona. Johnny la persigue, pero al detenerse a discutir la situación recibe un golpe mortal a traición de uno de los aliados de la muchacha, para no poner en peligro su misión de recobrar la tabla. La muchacha pensó que eso fue excesivo e innecesario, por lo que cuando son transportados de regreso a su hogar, se lo lleva a Johnny para curarlo. Reed, Ben y Sue se dirigen al Himalaya a buscar pistas sobre su compañero perdido, pero al llegar a cierto punto el avión se apaga por completo y cae a tierra. Son rescatados, aunque tomados prisioneros, por la raza oculta de los Inhumanos y llevados a Attilan, su ciudad oculta, donde encuentran a Johnny y los ayudan a enfrentarse a Maximus, el hermano de Black Bolt, quien intenta mutar toda la vida de la tierra para que esté en condiciones de sobrevivir a la llegada de "El Gran Devorador", Galactus. 
Pocos días después Terrax, heraldo de Galactus, se presentó ante ellos para matarlos, por considerarlos un peligro potencial. El Señor del Fuego y Plasma, otros dos heraldos, se unieron a la pelea, pero el Silver Surfer los detuvo. Luego supieron de la llegada de Galactus, y sus heraldos llevaron dispositivos para absorber las energías de la tierra a Attilan, la Isla de los Monstruos (donde vive el Hombre Topo) y Nueva York. Todos los héroes de la Tierra se dividieron en grupos y destruyeron todos los contenedores de energía, aunque no pudieron acabar con Galactus. Y, aun así, las máquinas de Galactus se activaron, ya que hubo un cuarto contenedor, llevado a la Antártida, del cual no se supo nada. Finalmente Galactus triunfó, y consumió la energía de la Tierra, pero el Doctor Doom logró escapar, utilizando una plataforma de viaje temporal que le permitió retroceder en el tiempo un día.

## Los Vengadores
Loki el dios del engaño, se vio de pronto en un nuevo universo desconocido, que no era el Universo Marvel, y pronto descubrió que en dicho universo Asgard no existía ni existió nunca. Sin la interferencia de Odín, calculó que ahora nada le impediría acabar finalmente con su hermanastro, Thor. 
Bajó a la tierra y encontró el cuerpo de Thor atrapado en ámbar, al mismo tiempo que era también encontrado por agentes de S.H.I.E.L.D., pero fue incapaz de llegar hasta él por un hechizo que lo protegía. Shield envió a Los Vengadores (Capitán América, Visión, la Bruja Escarlata, Ojo de Halcón, Espadachín, Gata Infernal; sin contar al científico Henry Pym y su novia Janet Van Dyne, sin poderes) y con sus esfuerzos combinados liberaron a Thor de su prisión. Loki intervino entonces y aprovechó la confusión de Thor para hacerle creer que él lo había liberado y que los Vengadores eran sus enemigos. Comenzaron a pelear contra ambos, pero cuando  Thor vio el martillo Mjolnir y lo alzó, recordó a Loki y lo enfrentó. Luego, se unió a los Vengadores.
En su siguiente misión fueron a recibir el aterrizaje de un OVNI, tripulado por el viajero temporal Kang el Conquistador. Los derrotó uno por uno, y los mantuvo cautivos para ofrecerlos a su amada Mantis, pero Thor logró liberarse y luego a los demás. Derrotaron a Kang, y éste escapó, estableciendo su nave en la Cordillera de los Andes hasta atacar de nuevo.  Sin embargo, la Visión se descompuso y dejó de funcionar al salir de la nave.
- Datos: Q3134314